# Phare de Vilsandi
Le phare de Vilsandi (en estonien : Vilsandi Tuletorn) est un feu situé sur l'île de Vilsandi à l'ouest la grande île de Saaremaa, appartenant à la commune de Muhu dans le comté de Saare, en Estonie.
Il est géré par l'Administration maritime estonienne,.
Il est inscrit au registre des monuments nationaux de l'Estonie en date du 20 juillet 2004.

## Histoire
Le premier phare sur l'île de Vilsandi a été mis en service en 1809. Initialement, il y avait deux feux, mais le plus petit a été détruit dans les années 1840. En 1817 un feu clignotant rotatif a été installé dans la baie et en 1827 il a été électrifié. En 1860 Un nouveau système d'éclairage avec une lentille de  Fresnel a été installé. Le phare fut surélevé plusieurs fois et en 1957 il a subi une rénovation complète.
Il se trouve dans le parc national de Vilsandi fondé en 1957.

## Description
Le phare  est une tour cylindrique blanche en béton armé, à claire-voie de 37 mètres de haut, avec une galerie et une lanterne noire. Il porte un marquage de jour en blanc. Son feu isophase Il émet, à une hauteur focale de 40 mètres, un éclat blanc, rouge et vert selon secteur directionnel, toutes les 8 secondes. Sa portée nominale est de 12 6 milles nautiques (environ 22 11 km).
Identifiant : ARLHS : EST-067 ; EVA-923 - Amirauté : C-3714 - NGA : 12684 .

## Caractéristique dufeu maritime
Fréquence : 15 secondes (W-R)
- Lumière : 1 seconde
- Obscurité : 2 secondes
- Lumière : 1 seconde
- Obscurité : 2 secondes
- Lumière : 2 secondes
- Obscurité : 7 secondes

|                             |
| Île Saaremaa (localisation) |

|          |
| Le phare |

### Lien connexe
- Liste des phares d'Estonie